# Otris
L'Otris (grec: Όθρυς, Óthrys) és una serralada del centre de Grècia situada al nord-est de la Ftiòtida i el sud de Magnèsia. El seu cim culminant, el Guiüzi, situat al límit entre la Ftiòtida i Magnèsia, arriba a 1.726 msnm. És un indret de baixa densitat de població: hi ha alguns llogarets, incloent-hi Anavra al nord-oest, Kokotí al nord-est, Paleokerassià al sud i Nereda al sud-oest. Fa 35 km d'oest a est i 25 km de nord a sud. Es troba al sud-oest del golf Pegaseu i el nord del golf Malíac. El cim de Guiüzi es troba a 19 km al sud d'Almirós, 27 km al nord-est de Làmia i 44 km al sud-oest de Volos. Els pics de la serralada passen del límit arbori. El principal component mineral de la roca és l'ofiolita.
S'establí una zona protegida de la xarxa Natura 2000 a gran part de la serralada, conforme a la Directiva Aus.

## Història
El 5 de febrer del 1991, un Lockheed C-130H Hercules 748 s'estavellà contra la muntanya, amb 63 víctimes mortals.

## Mitologia
En la mitologia grega, l'Otris fou el campament de Cronos i els altres titans durant la seva guerra de deu anys amb els Olímpics, coneguda com a titanomàquia. Fou també el lloc de naixement dels déus més poderosos, Hèstia, Demèter, Hera, Hades i Posidó. Fou assaltat pels Olímpics, amb Zeus, fill de Cronos, al capdavant. Zeus derrocà el seu pare i es feu amo i senyor del cel i la terra.

## Túnel
El túnel de l'Otris és un túnel de 2,9 km situat a la secció meridional de l'autopista de la Grècia Central, entre Làmia i Xiniada. Passa per sota de l'Otris. Les obres es posaren en marxa el 2008, juntament amb la resta de l'autopista, però el 2011 s'aturaren a causa de la crisi financera del 2010 a Grècia. El 2019 es reprengueren les obres de la secció meridional de la via, incloent-hi el túnel. No ha estat una construcció fàcil. És el túnel més llarg de tota l'autopista i serà un dels túnels de carretera més llargs de tot Grècia. A octubre del 2021 ja s'havia excavat el túnel a banda i banda de la muntanya.